# Émilie Vast
Émilie Vast, née en 1978 à Épernay (Marne), est une plasticienne, illustratrice et autrice de littérature jeunesse française.

## Biographie
Émilie Vast est une illustratrice, autrice et plasticienne. Née en 1978 à Épernay, elle étudie l'art, la photographie à l’École supérieure d’art et de design de Reims. Après l'obtention de son DNSEP, elle devient temporairement graphiste. L'illustration découle peu à peu de ce métier qui la pousse à expérimenter le dessin vectoriel. La rencontre avec l'autrice Anne Mulpas et la réalisation de leur premier livre ensemble, lui donne envie de persévérer dans l'illustration jeunesse. L'écriture viendra ensuite sous les conseils de son éditrice. La plupart de ses livres sont édités chez l'éditeur nantais MeMo. Elle s'inspire de la nature pour créer ses livres : herbiers et ouvrages sur la botanique,,. Le noir occupe une place importante dans ses livres.
Certains de ses albums sont traduits dans plusieurs pays, notamment aux États-Unis , en Allemagne , au Mexique, en Chine, en Corée ou en Italie.

## Ouvrages

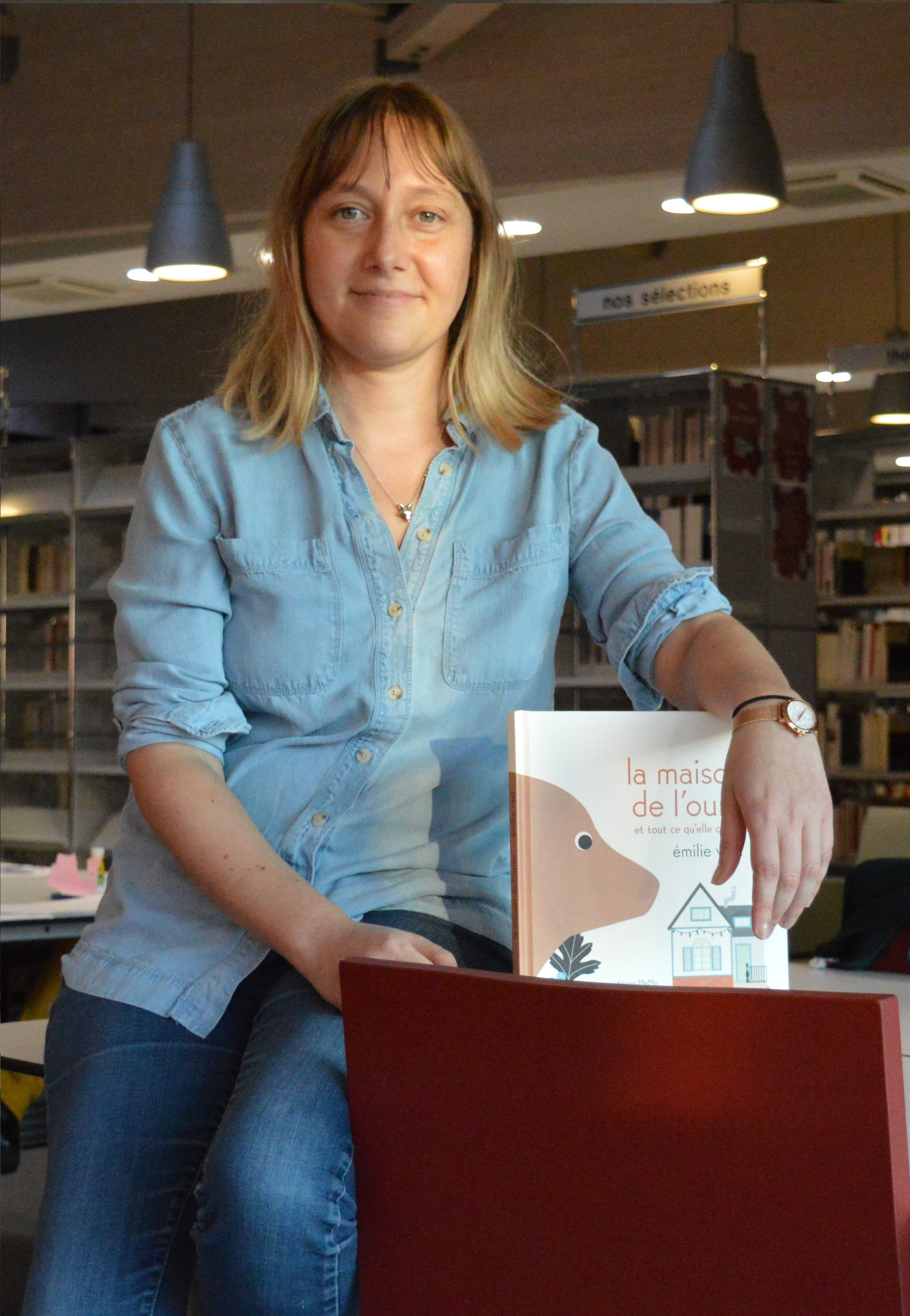
Émilie Vast (2020).

- Laure Igami : petite fille en papier plié, texte de Anne Mulpas, ill. de Émilie Vast, éd. les Portes du monde, 2005

- Korokoro, Skyfish graphix, 2007 ; rééd. Autrement, 2011
- Koré-no, l'enfant hirondelle, MeMo, 2008
- L’Herbier, arbres feuillus d’Europe, éditions MeMo, 2009  Mention non-fiction Prix BolognaRagazzi 2010 de la foire du livre de jeunesse de Bologne[9]
- L’Herbier, petite flore des bois d’Europe, MeMo, 2010
- L’Herbier, plantes sauvages des villes, MeMo, 2011
- Neige : le blanc et les couleurs, MeMo, 2011
- Océan : le noir et les couleurs, MeMo, 2011
- Il était un arbre, MeMo, 2012
- Petit à Petit, MeMo, 2013
- En t'attendant, MeMo, 2013[10]
- Le Chant de Colombine, MeMo, 2014
- Couac, d'après le spectacle d'Angélique Friand, MeMo, 2015
- Le Secret, MeMo, 2015
- Chamour et tous ceux qui nous manquent, MeMo, 2016
- De papa en papa, MeMo, 2016
- De maman en maman, MeMo, 2016
- Alphabet des plantes et des animaux, MeMo, 2017
- Abeille et épeire, MeMo, 2017
- Moi, j'ai peur du loup, MeMo, 2018[11]
- Plantes vagabondes, MeMo, 2018[12]
- Quelque chose de merveilleux, texte de Shin Sun-Jae, MeMo, 2019 (2012 en Corée)
- Jusqu'en haut, MeMo, 2019
- Engloutis!, MeMo, 2019
- Je veux un super-pouvoir, MeMo, 2020
- La Maison de l'ourse et tout ce qu'elle contient, MeMo, 2020
- Eau douce, MeMo, 2021
- Eau salée, MeMo, 2021
- Pas pareil, MeMo, 2021
- Je confonds tout !, MeMo, 2022
- La Colombe de Kant - Philonimo 8, texte de Alice Brière-Haquet, 3œil, 2022
- Korokoro, MeMo, 2022
- Batabata, MeMo, 2022

## Prix et distinctions
- Mention non-fiction Prix BolognaRagazzi 2010 de la foire du livre de jeunesse de Bologne pour L’herbier, arbres feuillus d’Europe[9]
- Prix des libraires Produit en Bretagne 2018 pour Plantes vagabondes[13]
- Sélection Prix Sorcières 2019 pour Moi, j'ai peur du loup[11]
- Prix Pitchou 2019 pour Moi, j'ai peur du loup[14],[15]
- Prix Bernard Versele 2021 pour Moi, j'ai peur du loup[16]
- Figurent dans la « Bibliothèque idéale » du Centre national de la littérature pour la jeunesse (BnF)[17] :
  - L'Herbier, arbres feuillus d'Europe, Memo, 2009
  - Il était un arbre, MeMo, 2012
  - Couac, d'après le spectacle d'Angélique Friand, MeMo, 2015
  - Plantes vagabondes, MeMo, 2018